# Шатур
Ша́тур — село в муниципальном округе Егорьевск Московской области России . 

## География
Шатур расположен в северо-восточном углу муниципального округа Егорьевск, на расстоянии 5 километров к северу от деревни Большое Гридино, на левом берегу реки Поли.

## Название
Название Шатур происходит, вероятно, от наименования речки, ранее протекавшей близ села. Топоним имеет финно-угорское происхождение и входит в обширный ареал гидронимии на -ур (Кендур, Першур, Чащур/Чищур, Виш(н)ур, Винчур, Синур, Нинур, Мокшур, Пынсур, Насмур, Чистур, Ерахтур, Екшур, Салаур, Дандур, Свестур, Уршельский, Уршма и т. д.).

## История

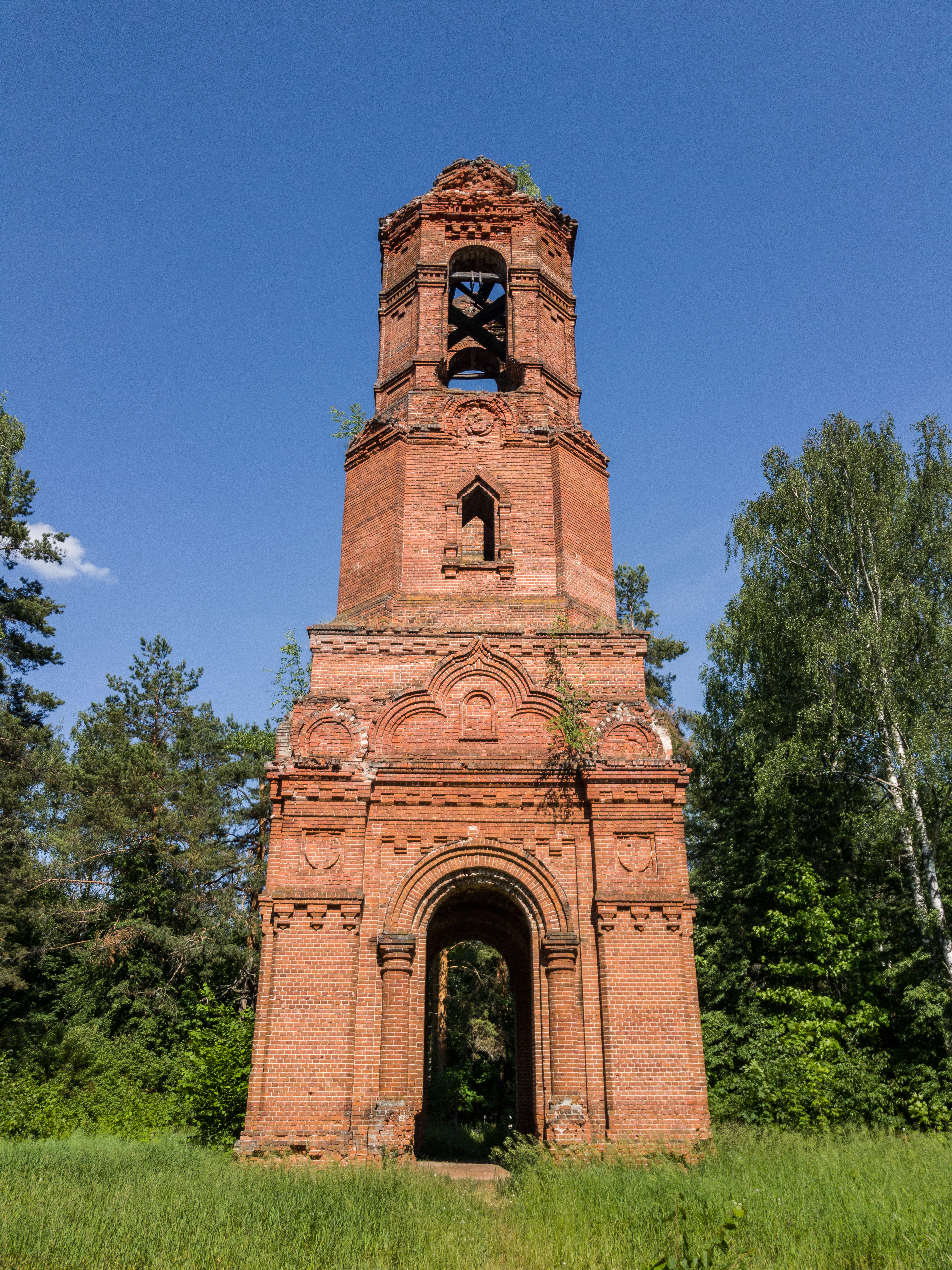
Колокольня церкви Николая Чудотворца в Шатуре

Впервые село упомянуто в 1406 году в духовной грамоте великого князя Василия Дмитриевича. Затем оно вновь упоминается в его же завещаниях 1417 и 1423 году, в которых он отдаёт село своей жене княгине Софье Витовтовне. В конце XV века была образована Шатурская волость.
По меньшей мере, с XVII века в селе велось интенсивное храмовое строительство, возникали и перестраивались храмы. В XX век Шатур вступил, имея две церкви и две церковно-приходские школы. Это был настоящий духовный центр округи, место жительства нескольких священнических и дьяконских семей. Все приходские сооружения, кроме кирпичной отдельно стоящей колокольни 1909 года и художественно выполненных столбов кладбищенской ограды, утрачены в советский период. Примерно в 1 км южнее села раньше ещё в прошлом веке был родник и часовня у родника. Со временем часовня разрушилась, перестал существовать и родник, местность вокруг заболочена, а в засушливое время источник не проявляется. Примерно в 2-х км южнее села на перепутье троп из деревень Сабанино и Большое Гридино в село Шатур располагался внушительных размеров камень. Никакого сакрального значения он не имел, как не имел и названия. Для местного населения камень служил путевым указателем. По традиции покойников из окружающих деревень носили хоронить на погост Шатур по лесной дороге и у этого камня делали остановку. Сейчас он находится в яме, которую выкопали искатели мифического клада под ним. 
К началу 1980-х годов в Шатуре почти не осталось местных жителей и было отключено электричество (по словам одного из местных жителей кто-то украл трансформатор). При этом был отмечен необычный факт — по состоянию на 2015 год в деревне не было ни одного деревянного столба, не было даже железобетонных оснований или ям от них (хотя почти на каждом доме есть керамические изоляторы и обрывки электрических проводов). Заболотилась дорога (ныне проходима только пешком в очень сухую продолжительную погоду), по которой люди добирались до большой земли. В начале 1990-х корреспондент газеты «Аргументы и Факты», задавшийся целью найти самый глухой угол Подмосковья, остановил свой выбор на Шатуре. Желая впечатлить читателя, он сообщил в своём репортаже в самой многотиражной в то время газете мира, что люди здесь провели август 1991, не узнав слова ГКЧП.

## Демография
| 1859 | 1868 | 1885 | 1905 | 1926 | 2002 | 2006 |
| ---- | ---- | ---- | ---- | ---- | ---- | ---- |
| 20   | ↗55  | ↘49  | ↗52  | ↘48  | ↘0   | ↗1   |
| 2010 |      |      |      |      |      |      |
| ↘0   |      |      |      |      |      |      |

На момент посещения Шатура в июне 2014 года в деревне проживало около 5 дачников (возможно больше). Население — 5 человек (2021). В настоящее время один дом населён.

## Маршруты к деревне

Дорога из Шатуры в село Шатур близ торфяных карьеров

В настоящее время ближайшая к Шатуру дорога с твёрдым покрытием проведена только к деревне Горки в 3 км от села. От Горок до Шатура в сухую погоду можно добраться на легковом транспорте. Есть накатанная грунтовая дорога из Шатуры. К Шатуру также можно подняться на лёгких вёсельных лодках из Клязьмы по реке Поле.

## Религия
- Церковь Николая Чудотворца